# 缩水甘油
缩水甘油，分子式C3H6O2。

## 性质
无色几乎无臭液体。与水、低碳醇、乙醚、氯仿、苯、甲苯混溶，部分溶于四氯乙烯、二甲苯、1,1,1-三氯乙烷，几乎不溶于脂肪烃和脂环烃。可通过皮肤吸收进入人体，可腐蚀皮肤、呼吸系统、眼部和胃肠道粘膜。

## 制备
以过氧化氢为氧化剂，催化（如NaHWO4）、温度40～45°C、pH＝4～5下对烯丙醇进行环氧化，得到缩水甘油。分离出副产丙烯醛和多余原料烯丙醇，经真空蒸馏，制得缩水甘油成品。
{\displaystyle \mathrm {\ H_{2}C\!=\!CHCH_{2}OH+H_{2}O_{2}\rightarrow H_{2}C(O)CHCH_{2}OH+H_{2}O} }

## 用途
用作纤维和塑料改性剂、环氧树脂稀释剂、杀菌剂、卤代烃稳定剂、食品保藏剂、芳烃萃取剂和制冷系统干燥剂等。